# Torre Henan
La Torre Zhongyuan (中原福塔S, Zhōngyuán fú tǎP, lett. "Torre della fortuna di Zhongyuan"), chiamata anche Torre Henan, è una torre panoramica e televisiva della città di Zhengzhou nella provincia di Henan in Cina. È alta 388 metri e venne inaugurata nel febbraio 2011; possiede 13 ascensori e un ristorante panoramico con 200 posti.

## Primati
Ha la più grande galleria panoramica del mondo ed è la torre più alta al mondo con struttura in acciaio.